# Ansuri d'Ourense
Ansuri (també anomenat Aduri, Asuri o Isauri) (mort el 925) va ser un religiós gallec, bisbe d'Ourense en 915. El 922, va renunciar al càrrec i es va fer monjo al monestir de Santo Estevo de Ribas de Sil, fundat feia poc i al qual havia afavorit. Hi morí amb fama de santedat.
Enterrat al claustre del monestir, al segle xv se'n van traslladar les restes al retaule major de l'església del monestir. El seu culte consta des del segle xiii.